# Игнаци Лукашевич
Ян Ю̀зеф Игна̀ци Лукашѐвич, герб Лада (на полски: Jan Józef Ignacy Łukasiewicz) е полски фармацевт и предприемач, изобретател на газената лампа, пионер в европейската петролна промишленост, с интереси към химията и физиката, революционер и деец в борбата за независимост.

## Биография

### Ранни години и образование
Игнаци Лукашевич е роден на 8 или 23 март 1822 година в село Задушники, близо до Мелец, по това време в границите на Австрийската империя. Родителите му Апольония (с родово име Шветлик) и Юзеф Лукашевич, герб Лада са част от полската шляхта. Баща му е наемател на чифлик (фолварк) в селото. Игнаци има две сестри – Мария и Емилия, и двама братя – Франчишек и Александер. Осем годишен се мести със семейството си в Жешов, където завършва четвърти клас в гимназията на Пиаристкия орден. Там научава латински и немски език. Заради лошото финансово състояние на семейството, през 1836 година започва работа в аптеката на Антони Свобода в Ланцут. През 1840 година издържан изпит по фармация и е повишен в помощник-фармацевт. В периода 1840 – 1846 година работи в жешовската аптека на Едвард Хубел. В 1845 година става агент на Полското демократично дружество. За тази си дейност, на следващата година е осъден на затвор от австрийските власти. Година по-късно е освободен. През 1848 година постъпва на работа в аптеката Пьотър Миколаш в Лвов. По това време започва да учи фармация в Ягелонския университет, но се дипломира през 1852 година във Виенския университет след защита на магистърска теза.

### Дестилация на нефт и създаване на газената лампа
След дипломирането си се завръща на работа в лвовската аптека. Там през 1852 година съвместно с Ян Зех успяват да получат керосин, използвайки метода на фракционната дестилация при обработване на суров нефт. Първоначалната им цел е да създадат продукт с фармацевтично приложение, но впоследствие решават да използва керосина за осветление. През декември 1853 година двамата получават австрийски патенти във Виена за „петрол пречистен по химичен път, подходящ за директна употреба за технически цели“, както и за производство на парафинови свещи.
Лукашевич проектира първата газена лампа, която е изработена от лвовския тенекеджия А. Братковски. Използвана е за пръв път на 31 юли 1853 година за осветление при спешна нощна хирургическа операция в лвовската главна болница.